# Óscar Yebra
Óscar Yebra Fernández (León, 15 luglio 1974) è un ex cestista spagnolo.

## Carriera
Con la Spagna ha disputato i Giochi olimpici di Atene 2004.